# Парасківешть
Парасківешть, Парасківешті (рум. Paraschivești) — село у повіті Арджеш в Румунії. Входить до складу комуни Прібоєнь.
Село розташоване на відстані 93 км на північний захід від Бухареста, 17 км на схід від Пітешть, 118 км на північний схід від Крайови, 95 км на південний захід від Брашова.

## Населення
За даними перепису населення 2002 року у селі проживали 798 осіб, з них 796 осіб (99,7%) румунів. Рідною мовою 797 осіб (99,9%) назвали румунську.